# فرودگاه ناوی تارک
فرودگاه ناوی تارک (به انگلیسی: Nowy Targ Airport) یک فرودگاه همگانی مسافربری است که یک باند فرود چمن دارد و طول باند آن ۱۶۸۰ متر است. این فرودگاه در شهر Nowy Targ, Zakopane کشور لهستان قرار دارد و در ارتفاع ۶۲۸ متری از سطح دریا واقع شده‌است.